# Leutschach an der Weinstraße
Leutschach an der Weinstraße é um município da Áustria, situado no distrito de Leibnitz, na estado da Estíria. Tem 75,74 km² de área e sua população em 2019 foi estimada em 3.676 habitantes.